# Saleh Abdulhameed
Saleh Abdulhameed (en árabe: صالح عبد الحميد صالح محمد محميدي‎; Baréin; 4 de agosto de 1982) es un futbolista de Baréin que juega en la posición de defensa central con el Busaiteen Club de la Liga Premier de Baréin.

## Carrera

### Club
| Periodo   | Club                      |
| --------- | ------------------------- |
| 2004-2005 | Busaiteen Club            |
| 2005–2011 | Al-Najma                  |
| 2007–2008 | → Al-Nasr Kuwait (cedido) |
| 2009      | → Al-Raed (cedido)        |
| 2011–2019 | Muharraq Club             |
| 2019–     | Busaiteen Club            |

### Selección nacional
Jugó para Baréin en 31 ocasiones de 2010 a 2015 y participó en la Copa Asiática 2011.

## Logros

### Club
- Bahraini Premier League: 2014–15, 2017–18
- Bahraini King's Cup: 2006, 2007
- Bahraini Super Cup: 2008, 2013, 2018
- Bahraini Elite Cup: 2019
- GCC Champions League: 2012[9]

### Selección nacional
- Pan Arab Games: 2011[10]